# 969 до н. е.

## Події
- На престол Тиру підіймається Хірам I Великий, цар тирський и біблський. За його правління Тир став найголовнішим містом Фінікії.

### Астрономічні явища
- 17 січня. Повне сонячне затемнення.[1]
- 12 липня. Кільцеподібне сонячне затемнення.[1]

## Померли
- За однією з версій датування Давид, ізраїльський цар
- За однією з версій датування Пінеджем II, єгипетський жрець та правитель Верхнього Єгипту